# Вобарно
Вобарно (італ. Vobarno) — муніципалітет в Італії, у регіоні Ломбардія, провінція Брешія.
Вобарно розташоване на відстані близько 450 км на північ від Рима, 105 км на схід від Мілана, 26 км на північний схід від Брешії.
Населення — 8224 особи (2014).
Щорічний фестиваль відбувається другої неділі вересня та наступний понеділок. Покровитель — Madonna della Rocca.

## Демографія
Населення за роками:

Станом на 1 січня 2023 року в муніципалітеті офіційно проживали 1324 іноземці з 49 країн, серед них 172 громадяни країн Євросоюзу та 41 громадянин України.

## Сусідні муніципалітети
- Каповалле
- Гардоне-Рив'єра
- Гарньяно
- Провальйо-Валь-Саббія
- Рое-Вольчіано
- Саббіо-К'єзе
- Сало
- Тосколано-Мадерно
- Тревізо-Брешіано
- Віллануова-суль-Клізі

## Міста-побратими
- Шюмег, Угорщина (2008)